# Randau-Calenberge
Randau-Calenberge is een plaats en voormalige gemeente in de Duitse deelstaat Saksen-Anhalt en maakt deel uit van de gemeente Maagdenburg.
Randau-Calenberge telt 539 inwoners.

## Geschiedenis
In 1952 werden de dorpen Randau en Kalenberge samengevoegd tot de gemeente Randau-Kalenberge in de Kreis Schönebeck.
In 1994 is de toenmalige zelfstandige gemeente geannexeerd door Maagdenburg.

## Bestuurlijke indeling
Randau-Calenberge was bestuurlijk onderdeel van:
| Van        | Tot        | Als       | Van              |
| ---------- | ---------- | --------- | ---------------- |
| 1957       | 01-07-1994 | gemeente  | Kreis Schönebeck |
| 01-07-1994 |            | Stadtteil | Maagdenburg      |

## Galerij

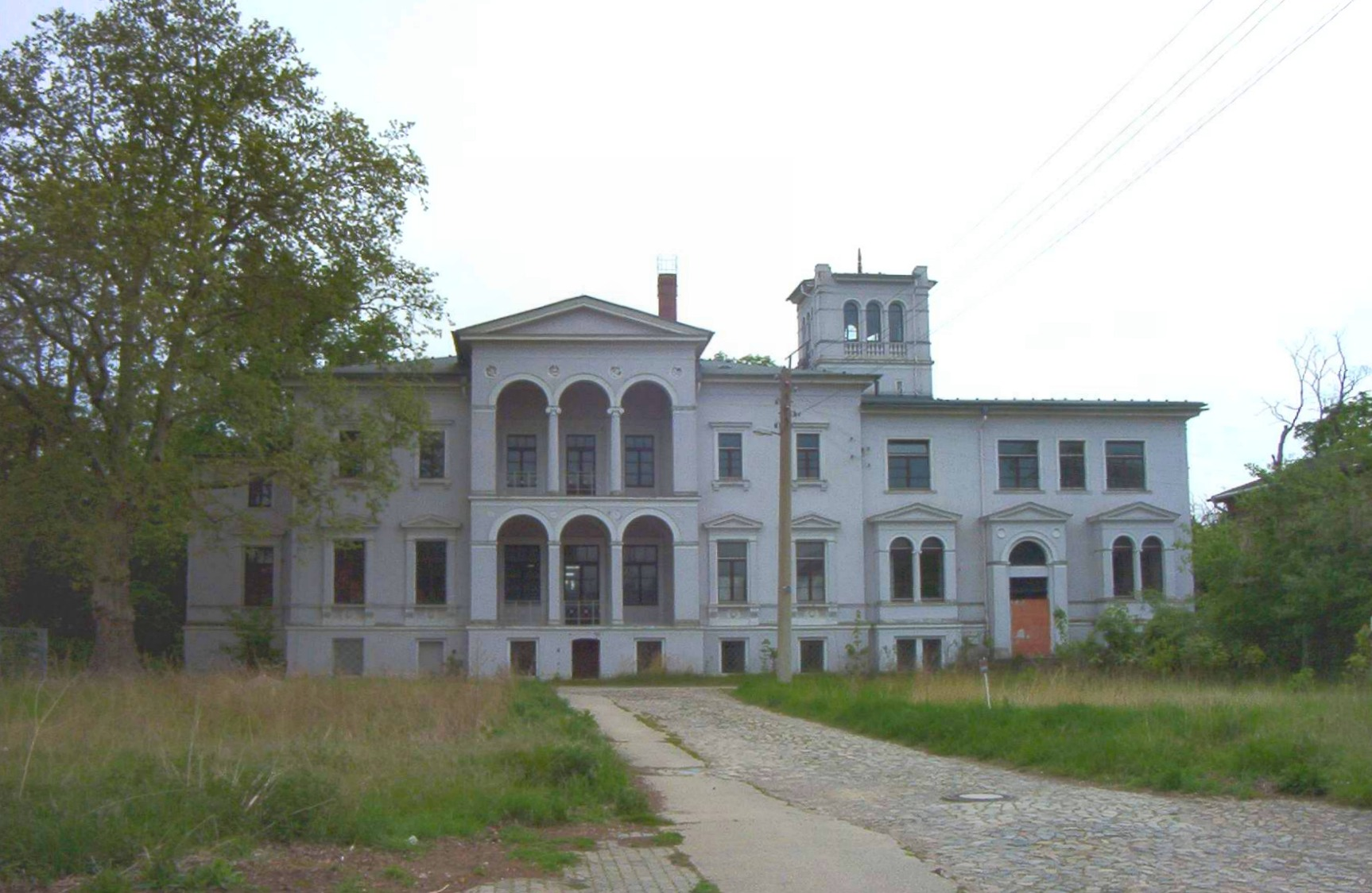
Slot Randau
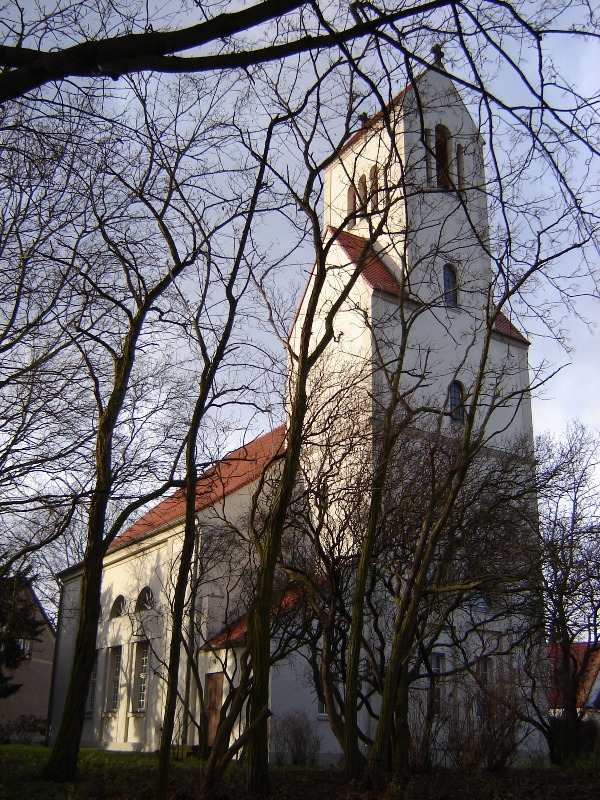
Kerk van Randau
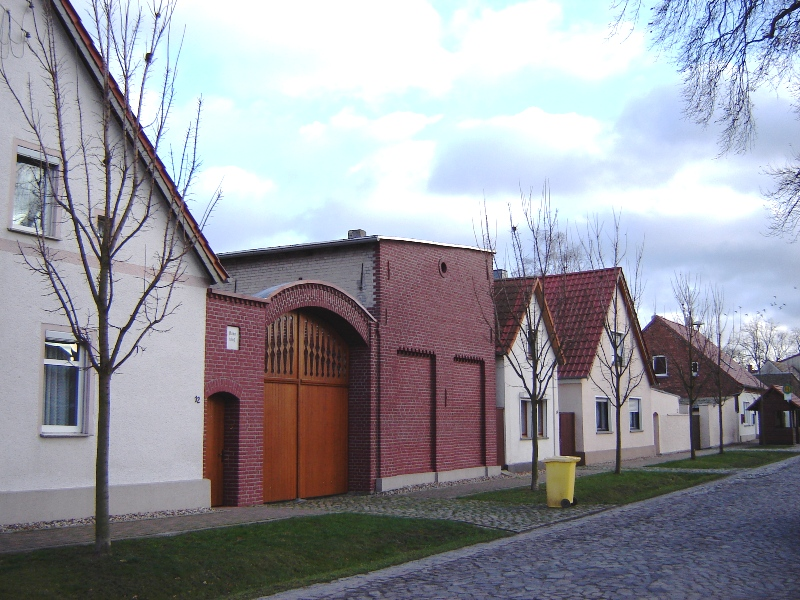
Straat Calenberge